# Toren Noord

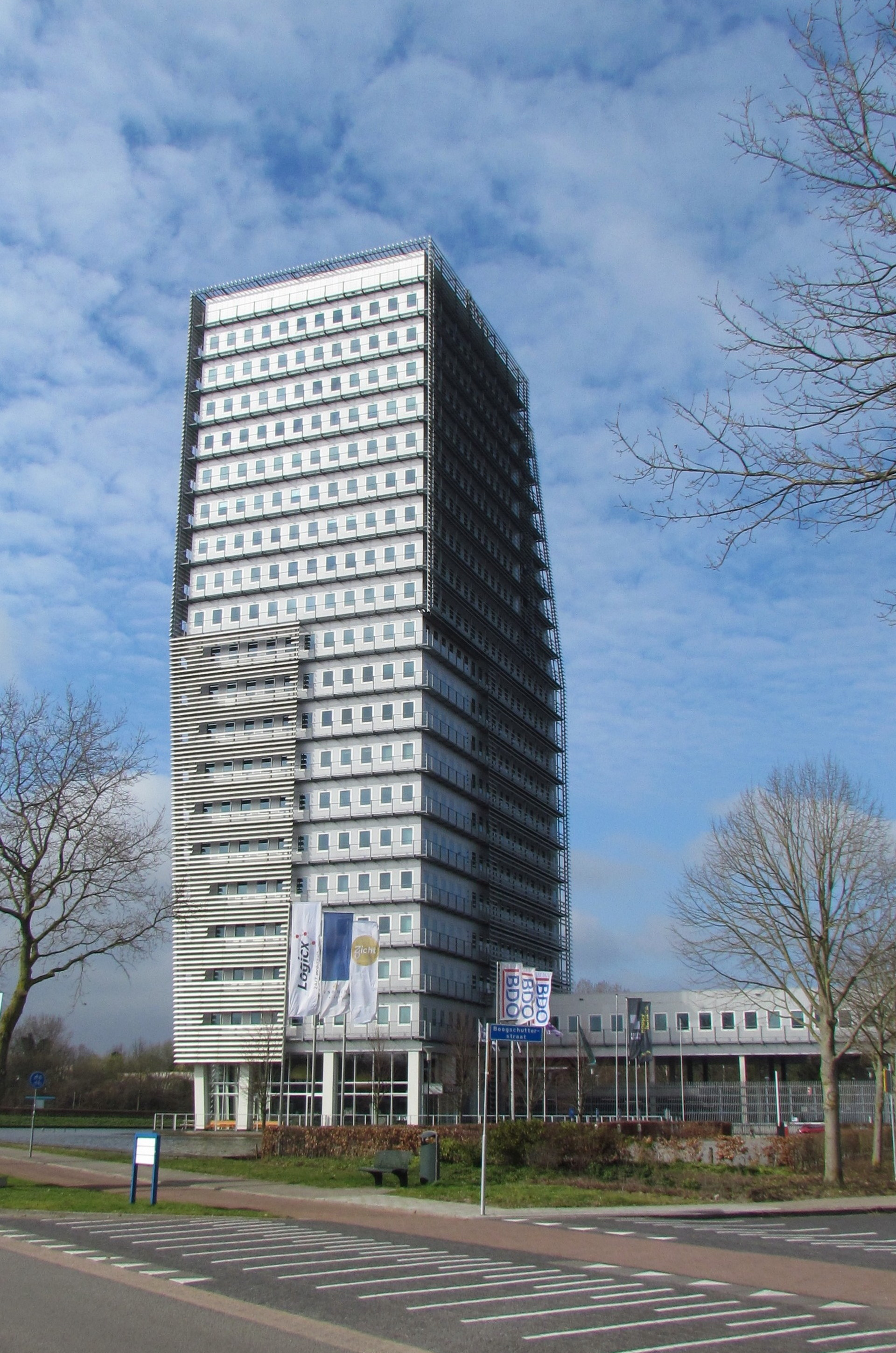
Toren Noord in maart 2023

Toren Noord is een kantorenflat in de Nederlandse stad Apeldoorn (provincie Gelderland).
De toren aan de Boogschutterstraat in Apeldoorn Noord werd in 2002 opgeleverd onder de naam La Tour. Het ontwerp is van Ben van Berkel van architectenbureau UNStudio te Amsterdam. De flat met een metalen gevel heeft een vloeroppervlak van 14.169 m², telt 21 verdiepingen en is 75 meter hoog. Diverse organisaties huren er kantoorruimte.
In september 2014 werd kantorenbelegger NSI eigenaar en kwam de toren "HNK" te heten (wat stond voor "Het Nieuwe Kantoor"). In 2022 werd het gebouw door de nieuwe eigenaar GDKL omgedoopt tot "Toren Noord".
De kantorenflat geldt als landmark en is met zijn 75 meter het hoogste gebouw van de stad en de gemeente Apeldoorn.